# Nguyễn Thiện Dương
Nguyễn Thiện Dương (?-1888), còn gọi là Lãnh Giang, là 1 thủ lĩnh nghĩa quân chống Pháp của khởi nghĩa Bãi Sậy trong phong trào Cần Vương.

## Thân thế
Năm sinh của ông không rõ. Chỉ biết ông là người làng Xuân Dục, huyện Đường Hào (nay là làng Xuân Đào, xã Xuân Dục, thị xã Mỹ Hào), tỉnh Hưng Yên, thuộc dòng họ hậu duệ của Nguyễn Trãi. Cha ông là Nguyễn Tuy, làm nghề dạy học, từng đỗ Tú tài. Các anh của ông là Nguyễn Thiện Thuật, Nguyễn Thiện Kế, Nguyễn Thiện Hiển về sau đều là thủ lĩnh trong Khởi nghĩa Bãi Sậy.
Ông là em trai thứ 4 trong gia đình. Thời trẻ, ông có tiếng là người đức độ, võ nghệ siêu quần. Ông cùng các anh Nguyễn Thiện Kế, Nguyễn Thiện Hiển theo giúp việc quân cho Nguyễn Thiện Thuật khi Nguyễn Thiện Thuật nhận chức Sơn phòng Chánh sứ Hưng Hoá, kiêm Tán tương Quân thứ Sơn Tây.

## Cùng anh chiến đấu chống Pháp
Ngày 10 tháng 7 năm Quý Mùi (tức 9 tháng 8 năm 1883), quân Pháp do Đại úy Briolval chỉ huy hạ thành Hải Dương. Triều đình cử Nguyễn Thiện Thuật làm Tổng đốc Hải Yên, đồng thời làm Phó nguyên súy Đạo binh Đông Bắc dưới quyền Tiết chế Bắc Kỳ quân vụ Hoàng Tá Viêm, ông cũng theo anh về giúp việc quân.
Ngày 20 tháng 8 năm 1883, Đại Nam ký với Pháp Hiệp ước Harmand. Triều đình ra lệnh cho các quân thứ Bắc Kỳ: "Phải lập tức triệt binh dũng lui để tỏ điều tin đối với nước Đại Pháp", yêu cầu "quan lại đang đánh Pháp ở Bắc Kỳ về Kinh đợi chỉ". Ông cùng Nguyễn Thiện Kế một lòng ủng hộ Nguyễn Thiện Thuật từ quan để phản đối chỉ dụ bãi binh của vua Tự Đức về Đông Triều, Chí Linh chiêu mộ anh hùng hào kiệt chống Pháp. Năm 1885, thành Lạng Sơn thất thủ, Nguyễn Thiện Thuật phải lánh sang Long Châu (Trung Quốc). Ông cùng anh là Nguyễn Thiện Kế ở lại quốc nội, hô hào nhân dân các phủ, huyện ở tỉnh Hải Dương bất cộng tác với Pháp, lên án triều đình chủ trương đầu hàng.
Tháng 7 năm Ất Dậu (1885), Nguyễn Thiện Thuật được tin vua Hàm Nghi ra Sơn phòng Quảng Bình, đã về nước gặp Lễ bộ thượng thư Nguyễn Quang Bích được vua Hàm Nghi giao cho chủ trương chống Pháp ở Bắc Kỳ rồi lãnh trách nhiệm phục hồi cuộc khởi nghĩa Bãi Sậy vì Đổng Quế ốm nặng, phong trào đang sa sút. Tháng 9 năm Ất Dậu, Nguyễn Thiện Thuật tổ chức lễ Tế cờ khởi nghĩa ở Văn chỉ Bình Dân. Nguyễn Thiện Dương được phong chức Lãnh binh và giao cho phụ trách vùng Đáp Cầu (nay thuộc thành phố Bắc Ninh), phía thượng lưu, hạ lưu sông Cầu và vùng phụ cận. Ngoài nhiệm vụ xây dựng lực lượng và tổ chức tác chiến, ông còn lãnh trách nhiệm bảo vệ con đường bí mật chuyên chở vũ khí từ vùng biên giới Đông Bắc do Lưu Kỳ mua và vận chuyển về căn cứ Đáp Cầu.
Trong năm 1887, ông chỉ huy nghĩa quân hoạt động mạnh mẽ ở vùng Bắc và Tây Hải Dương, Nam Bắc Ninh, Bắc Hưng Yên. Về tài thao lược của Lãnh Giang, người Pháp phải thừa nhận: "Tán Thuật có hai tướng giúp việc là anh em của ông là Lãnh Giang và Hai Kế. Hai người này thực sự là những chỉ huy có tài đã khiến cho cuộc nổi dậy này phải khó khăn và lâu dài mới đàn áp nổi". Tháng 1 năm 1887, Lãnh Giang, Đốc Khoát, Đội Văn, Đề Quý phối hợp với nghĩa quân Ba Báo thành một đạo quân lớn tấn công các hạm tàu, xà lúp của quân Pháp vận chuyển quân lính, khí tài, lương thực, thư từ trên sông Luộc. Kết quả ba chiếc xà lúc trên sông Luộc bị tấn công, một chiếc tất cả thủy thủ sợ hãi bỏ trốn, nghĩa quân trèo xuồng ra thu hết vũ khí, quân trang, lương thực, đốt phá xà lúc. Người Pháp phải thừa nhận: "Năm 1887 trong thời gian chờ đợi công cuộc bình định chỉ được tiến những bước yếu ớt. Từ tháng 1 năm 1887 Lãnh Giang lại trở về trong tỉnh và liên kết với Khoát, Ba Báo, Quý. Kết quả của việc này chẳng bao lâu đã thấy rõ. Vụ nọ tiếp vụ kia, ba tàu buôn nhỏ bị tấn công trên sông Luộc. Một tàu bị bỏ lại và bị cướp. Trong những cuộc truy lùng địch, các đội lính Khố đỏ và Khố xanh của chúng ta luôn luôn xung đột với các đám giặc đương đầu với họ, có một bốt suýt nữa bị họ chiếm".

## Tựu nghĩa tại Bần Yên Nhân
Ngày 9 tháng 2 năm 1888, ông cùng 15 binh sĩ từ căn cứ về Bãi Sậy họp. Trên đường, đến Bần Yên Nhân thì trời sẩm tối, ông cùng các binh sĩ nghỉ trong một ngôi chùa. Bất ngờ, toán tuần tiễu Pháp do viên đội người Pháp là Trung sĩ Fillipe, chỉ huy đồn Ghênh, cùng 15 lính khố đỏ từ Kẻ Sặt về đồn Ghềnh, khi qua Bần Yên Nhân thì phát hiện ra toán của Lãnh Giang liền bao vây tấn công.
Tuy nhiên, người Pháp đã đánh giá sai đối thủ. Mặc dù có lợi thế công sự bao vây, toán quân Pháp bị quân Lãnh Giang chống trả kịch liệt, làm tiêu sao sinh lực. Sau nhờ tiếp viện của hai toán tuần tra khác do 2 viên quản (Thượng sĩ) Soler và Sumaran chỉ huy nghe tiếng súng liền tới tiếp viện. Lãng Giang chỉ huy quân sĩ nhiều lần đánh bật quân Pháp ra xa ngôi chùa, tuy nhiên ông lại trúng đạn tử trận. Các binh sĩ mở đường máu đưa xác ông vào trong làng, được nhân dân giấu trong đống rơm, quân Pháp không tìm ra. Khi quân Pháp rút, nghĩa quân đưa xác ông về Bãi Sậy.
Sau khi đưa thi hài ông về đến căn cứ Bãi Sậy, một tang lễ được cử hành trọng thể, có đông đủ các tướng lĩnh, nghĩa quân, nhân dân đến để tang. Lửa đốt suốt đêm, sáng rực cả một vùng. Quân Pháp và Hoàng Cao Khải ở các đồn xung quanh biết nhưng không dám đem quân đến đánh. Mộ ông đắp to trên một khu đất cao tại căn cứ. Về sau lại thiên đi nơi khác, cuối cùng con cháu ông mới đưa về táng tại khu Mả Quan xã Xuân Dục. 